# Kirkoswald (South Ayrshire)
Kirkoswald ist eine Ortschaft in der schottischen Council Area South Ayrshire beziehungsweise in der traditionellen Grafschaft Ayrshire. Sie liegt rund acht Kilometer nordöstlich von Girvan und 13 Kilometer südwestlich von Ayr unweit der Küste des Firth of Clyde.

## Geschichte
Die Kirchengeschichte an diesem Ort geht angeblich auf das Jahr 633 zurück, als der northumbrische König Oswald in der Nähe eine Schlacht focht. Zuvor verpflichtete er sich im Falle eines Sieges eine Kirche an diesem Ort zu errichten. Hiervon leitet sich auch der Name der Ortschaft Kirkoswald („Oswaldskirche“) ab. Falls dieses Gebäude jemals gebaut wurde, ist es bis heute vollständig verschwunden. Der Vorgängerbau der heutigen Kirche entstand um das Jahr 1200 und ist als Ruine auf dem Kirchhof zu finden.
Die heutige Kirkoswald Parish Church entstand im Jahre 1677. Zur selben Zeit arbeitete der Architekt Robert Adam am nahegelegenen Culzean Castle. Auf Grund stilistischer Merkmale wird davon ausgegangen, dass Adam zumindest an der Gestaltung der Kirche mitwirkte. Es würde sich damit um den einzigen Kirchenbau Adams handeln. Im Besitz der Kirchengemeinde befindet sich ein mittelalterliches Taufbecken, in dem angeblich Robert the Bruce getauft wurde.
Die Vorfahren des Schriftstellers Robert Burns, der eine Zeitlang in Kirkoswald lebte, liegen auf dem alten Kirchhof begraben. Ebenso die realen Vorbilder verschiedener Figuren aus Burns’ Werken. Der Charakter Souter Johnnie in Burns’ wohl bekanntestem Gedicht Tom o’ Shanter basiert auf der realen Person John Davidson. Davidson war Schuster in Kirkoswald und bewohnte ein heute als Souter Johnnie’s Cottage denkmalgeschütztes Gebäude.
Nachdem 1961 noch 296 Einwohner in Kirkoswald gezählt wurden, lebten dort zur Zeit der Zensuserhebung 1991 nur noch 196 Personen.

## Verkehr
Die von Glasgow nach Portpatrick führende A77 bildet die Hauptverkehrsstraße von Kirkoswald. Westlich, in Küstennähe verläuft außerdem die über Ayr und Galston nach Waterside führende A719.